# 네 멋대로 해라 (1992년 영화)
"네 멋대로 해라"는 1992년에 개봉한 대한민국의 영화이며 한국 영화사상 처옴으로 시도된 브로우업 필름이자 박노식 (챠리 박 역)이 해당 영화를 통해 다시 카메라 앞에 섰고 작품의 완성도가 떨어진 점, 기획력의 부족 등 여러가지 악재가 겹쳐 흥행에 실패했다.

## 캐스팅
- 박준규 : 오준영 역
- 이혜진 : 아사꼬 역
- 주원성 : 박민우 역
- 박노식 : 챠리 박 역
- 독고성 : 두목 역
- 장혁 : 김달호 역
- 강진희 : 송지애 역
- 여정수 : 치세 역
- 박보영 : 여학생 역
- 박준이
- 조태봉
- 김학성
- 한학윤
- 최명호
- 김태흥
- 이성섭
- 김경보
- 김준협
- 김재성 : 나까야마 역 (우정출연)